# Jagjit Singh Kular
Jagjiy Singh Kular (Jalandhar, 1 januari 1944 - 16 november 2010) was een Indiaas hockeyer.
Singh won met de Indiase ploeg in 1964 olympisch goud en vier jaar later olympisch brons.

## Resultaten
- 1964  Olympische Zomerspelen 1964 in Tokio
- 1966  Aziatische Spelen 1966 in Bangkok
- 1968  Olympische Zomerspelen 1968 in Mexico-stad